# Freedite
La freedite è un minerale.